# Basilioterpa fasciata
Basilioterpa fasciata is een halfvleugelig insect uit de familie Aphrophoridae. De wetenschappelijke naam van deze soort is voor het eerst geldig gepubliceerd in 1966 door Evans.